# Teresa Jordà
Pour les articles homonymes, voir Jorda.
Teresa Jordà i Roura, née le 19 juin 1972, est une femme politique espagnole membre de la Gauche républicaine de Catalogne (ERC).

## Biographie

### Profession
Teresa Jordà i Roura est titulaire d'une licence en histoire moderne et contemporaine.

### Carrière politique
Elle a été maire de Ripoll de 2003 à 2011.
Le 20 novembre 2011, elle est élue députée pour Gérone au Congrès des députés et réélue en 2016.